# British Comedy Awards
Il British Comedy Awards è una cerimonia annuale inglese, durante la quale veniva premiato il talento comico di attori, per lo più televisivi, dell'anno precedente.
I riconoscimenti vennero mostrati in diretta su ITV, ogni anno dal 1990 al 2006 nel mese di dicembre.
Nel 2007 il British Comedy Award viene sospeso dalla ITV a causa di irregolarità  e frodi riscontrate durante la concessione del People's Choice Awards 2005.
Nel dicembre 1990 Michael Parkinson presentò la cerimonia inaugurale al London Palladium . Le cerimonie degli anni successivi vennero invece presentate da Jonathan Ross presso il London Studios ed erano prodotte dalla Michael Hurll Television (MHTV). Jonathan Ross annunciò che non avrebbe presentato l'Awards 2008, a causa di uno scherzo telefonico organizzato durante il Russell Brand Show, per cui venne sostituito da Angus Deayton.

## Edizioni
- British Comedy Awards 1990
- British Comedy Awards 1991
- British Comedy Awards 1992
- British Comedy Awards 1993
- British Comedy Awards 1994
- British Comedy Awards 1995
- British Comedy Awards 1996

- British Comedy Awards 1997
- British Comedy Awards 1998
- British Comedy Awards 1999
- British Comedy Awards 2000
- British Comedy Awards 2001
- British Comedy Awards 2002
- British Comedy Awards 2003

- British Comedy Awards 2004
- British Comedy Awards 2005
- British Comedy Awards 2006
- British Comedy Awards 2007
- British Comedy Awards 2008
- British Comedy Awards 2009
- British Comedy Awards 2010